# Roger de Clare

Herb rodowy rodziny Clare.

Roger de Clare (ur. 1122, zm. 1173) – angielski możnowładca 2. hrabia Hertford, syn Richarda de Clare. Z powodu swojej pobożności i hojności dla Kościoła zyskał miano „Dobrego hrabiego Hertford” (Good Earl of Hertford).
Tytuł hrabiego Hertford oraz rodowe włości de Clare’ów Roger odziedziczył po bezpotomnej śmierci swojego starszego brata, Gilberta, w 1153 r. W tym samym roku jego nazwisko pojawia się na traktacie westminsterskim, kończącym wojnę domową między królem Stefanem a hrabią Henrykiem Andegaweńskim. W 1157 r. otrzymał od króla Henryka II praw do tych ziem w Walii, które uda mu się podbić. Hrabia od razu wyruszył do Walii. Zajął Cardigan i zbudował zamki Humfrey, Aberdovey, Dineir i Rhystud. Rhys ap Gruffudd, książę południowowalijski, zaniepokojony działaniami Hertforda, wysłał swoje wojska, aby zaatakowany zamek Hupfrey. Annales Cambriæ umieszczają to wydarzenie w 1159 r.
Rhysowi udało się zdobyć wszystkie angielskie zamki w Caridgan. W 1160 r. Hertford powrócił do Walii i zaatakował Rhysa, który oblegał zamek Carmarthen. Udało mu się zdobyć obóz walijskiego władcy. Wkrótce zawarto pokój i Anglicy wycofali się. W 1163 r. Rhys ponownie najechał ziemie de Clare’a. Wyprawa angielska doprowadziła do opanowania Cardigan. Niespokojna sytuacja w Walii spowodowała interwencję samego króla Henryka, który w 1165 r. wyprawił się na Walię.
W 1164 r. Hertford asystował przy wydaniu konstytucji klarendońskich. W 1170 r. został królewskim komisarzem w Kencie, Surrey oraz innych częściach południowej Anglii. Zmarł w 1173 r.

## Rodzina
Roger był młodszym z dwóch synów Richarda de Clare. Jego matką była Alice de Gernon, córka hrabiego Chester Ranulph le Meschina. Jego straszy brat, Gilbert, był pierwszym hrabią Hertford. Oprócz tego Roger miał młodszego brata Roberta oraz dwie siostry.
Ok. 1150 r. poślubił Maud de Saint Hilary (1132 - 24 grudnia 1193), z którą miał pięciu synów i dwie córki:
- Mabel de Clare (1160 – 1204), żona Nigela de Mowbray
- Richard de Clare (1162 – 28 listopada 1217), 4. hrabia Hertford
- James de Clare (ur. 1164)
- Aveline de Clare (1164 – 4 czerwca 1225), żona Geoffreya Fitz Petera, 1. hrabiego Essex, i sir Williama Munchensyego
- Roger II de Clare (1168 - 1241)
- John de Clare (ur. 1170)
- Henry de Clare (ur. 1172)

Imię de Clare’a nosi szkoła podstawowa w Puckeridge w hrabstwie Hertfordshire.